# Station Lympstone Village
Lympstone Village is een spoorwegstation van National Rail in Lympstone, East Devon in Engeland. Het station is eigendom van Network Rail en wordt beheerd door Great Western Railway. 